# 路易斯·阿尔塞
路易斯·阿尔韦托·阿尔塞·卡塔科拉（西班牙語：Luis Alberto Arce Catacora，發音：[ˈlwis alˈβeɾto ˈaɾse kataˈkoɾa]；1963年9月28日—），玻利維亞經濟學家、會計師、教授與政治家，現任玻利維亞總統。

## 介绍
阿尔塞在1991年毕业于玻利维亚圣安德烈斯大学的经济和金融专业，后在英国取得经济学硕士学位。他曾在玻利维亚多所大学担任过教授和专业导师职务，并曾长期在玻利维亚中央银行工作。自2006年1月起，阿尔塞先后在玻利维亚前总统埃沃·莫拉莱斯三届政府中担任财政和经济部长，被称为创造玻“经济奇迹”的人。
2020年10月，阿尔塞在玻利维亚总统选举中获胜，当选玻利维亚新总统。

## 2020年大选获胜
2020年1月在阿根廷举行的一次8小时党内会议中，流亡阿根廷的党魁埃沃·莫拉莱斯等人决定卢乔回到玻利維亞參選總統，立卽引發玻利維亞反對派在街頭展開襲擊以及莫拉莱斯支持者的反擊。后来，莫拉莱斯被以「未在國內連續居住」為由禁止參選，争取社会主义运动－争取人民主权政治机构推舉曾担任经济部长的盧喬參選总统。2020年10月23日，玻利维亚最高选举法院宣布，路易斯·阿尔塞在18日举行的总统选举中获胜，当选新一任玻利维亚总统。大选中，基督教基要派的極右翼候選人卡马乔氏的名字「路易斯－费尔南多」之前半部分亦為「路易斯」，阿尔塞遂使用昵稱「卢乔」自稱而為人所知，並在與戴维·乔克万卡共同參選時打出粗體的「卢乔与戴维」的口號。

## 放弃参选总统选举
2025年5月14日，路易斯·阿尔塞因支持率下滑，宣布放弃寻求连任。

## 外部鏈接
- 卢乔的Facebook個人主頁 （页面存档备份，存于）
- 卢乔的Twitter個人專頁 （页面存档备份，存于）